# امبوهیپو
امبوهیپو (به لاتین: Ambohipo) یک سکونتگاه مسکونی در ماداگاسکار است که در آمورونئی مانیا واقع شده‌است.

## خصوصیات
امبوهیپو ۴٬۰۰۰ نفر جمعیت دارد و ۱٬۲۳۹ متر بالاتر از سطح دریا واقع شده‌است.